# Emerson Elias Merhy
Emerson Elias Merhy (São Paulo, 10 de novembro de 1948) é um médico sanitarista e pesquisador brasileiro. Na década de 1970, participou da fundação do Movimento pela Reforma Sanitária, que culminou com a criação do Sistema Único de Saúde (SUS) durante a Assembleia Nacional Constituinte de 1987. Médico pela Universidade de São Paulo (1973), realizou mestrado em Medicina Preventiva (1983) na mesma instituição e doutorado em Saúde Coletiva na Universidade Estadual de Campinas (1990). Atualmente, é professor titular na Universidade Federal do Rio de Janeiro. Destacou-se no campo da Saúde Coletiva, publicando inúmeras obras e artigos, com destaque para a análise e reflexão da política do trabalho e o cuidado em Saúde. Em 2019, recebeu o título de Doutor Honoris Causa na Universidade Nacional de Rosário, na Argentina.

## Obra
- Agir em saúde: um desafio para o público
- Saúde: a cartografia do trabalho vivo
- Trabalho, produção do cuidado e subjetividade em saúde: textos reunidos
- O trabalho em saúde: olhando e experenciando o SUS no cotidiano
- Tecendo redes: os planos da educação, cuidado e gestão na construção do SUS: A experiência de Volta Redonda (RJ)
- A saúde pública como política